# Andriivka, raionul Mîkolaiiv, regiunea Mîkolaiiv
Andriivka (în ucraineană Андріївка) este localitatea de reședință a comunei Andriivka din raionul Mîkolaiiv, regiunea Mîkolaiiv, Ucraina.

## Demografie
Componența lingvistică a localității Andriivka
     Ucraineană (89,24%)
     Rusă (9,96%)
     Alte limbi (0,8%)
Conform recensământului din 2001, majoritatea populației localității Andriivka era vorbitoare de ucraineană (89,24%), existând în minoritate și vorbitori de rusă (9,96%).